# Såkevarebergen
Såkevarebergen är ett naturreservat i Arvidsjaurs kommun i Norrbottens län.
Området är naturskyddat sedan 2009 och är 3,6 kvadratkilometer stort. Reservatet omfattar de tre bergstopparna Västra Såkevare, Östra Såkevare och Tellekflygget. Reservatet består av granskog med inslag av tall och lövträd i sluttningarna och hällmarkstallskog vid topparna. 